# 東海林修
東海林 修（しょうじ おさむ、1932年9月6日 - 2018年4月30日）は、日本の作曲家、編曲家、シンセサイザー奏者。静岡県出身。乙女座、血液型はO型。編曲の代表作品は「許されない愛」「危険なふたり」（共に沢田研二）など。

## 略歴と作品

### 生い立ち
幼少より教会音楽に親しむ。中学生の頃、仲間とハワイアン・バンドを結成。手製のハワイアン・ギターで、当時の蒲郡ホテル（現・蒲郡クラシックホテル）の演奏バンドにアルバイトとして採用され、外国人観光客のため演奏する。口伝えで「可愛いフラの手」を習い、即演奏するなどした。
学生時代から米軍施設のジャズピアニストとして演奏活動に入る。東京の代々木・渋谷・赤坂・六本木界隈の「Meiji Club（明治クラブ）」「クラブ88」「松涛クラブ」などでクインテットやトリオを主宰。またこの頃、ジャズ・シンガーのヘレン・メリルの指名で専属ピアニストとしてキャンプを巡った。
その後、平岡精二とクインテットにテスト無しで招かれ、来日したモダン・ジャズ・カルテットとの共演などで活躍していたところ、渡辺プロダクション社長の渡辺晋自らのスカウトにより、ブレインとして同プロダクションに参入することになった。

### 1962年 - 1969年
- 洋楽カバーポップス
1962年、中尾ミエの「可愛いベビー」（可愛いベイビー）の編曲を手がける。その後、中尾ミエ、伊東ゆかり、園まりのナベプロ三人娘をはじめザ・ピーナッツ、梓みちよ、田辺靖雄、鹿内タカシ、内田裕也、ほりまさゆき、紀本ヨシオなどによる洋楽カバーポップス作品を多数編曲した。

- 「ウナ・セラ・ディ東京」[2]
1963年にリリースされたザ・ピーナッツ「東京たそがれ」（岩谷時子作詞/宮川泰作・編曲）はヒットの気配がなく、再編曲を依頼される（ただし再編曲のものもそれほど変化がない）。1964年、この曲は東海林修の格調高いアレンジに変わり、タイトルも「ウナ・セラ・ディ東京」として再発売された。このリメイク版は大ヒットしてザ・ピーナッツの代表曲となり、『紅白歌合戦』では3度歌われた。

- テレビ番組
渡辺プロダクション制作の番組、『ホイホイ・ミュージック・スクール』、『シャボン玉ホリデー』、『あなた出番です!』（以上日本テレビ）や、ジャニーズ主演の『若さとリズム』（NHK）などの音楽を担当。なお、『若さとリズム』の1エピソード「The Flying Ball」は、海外のモントルー・ゴールデンローズ国際テレビ祭に出品された（1966年）。ほかに主な作品として『名犬ロンドン』の主題歌（田辺靖雄）、「ビバ・ラ・ビータ・トッポジージョ」（山崎唯）がある。
1964年、ザ・ピーナッツが西ドイツのババリア・フィルム制作の番組『スマイル・イン・ザ・ウエスト』にメイン・キャストとして出演する際に、音楽スタッフとして同行。この番組はユーロビジョン・ネットワークを通じて、大晦日にヨーロッパ各国で放送されたが、わずか75分の番組に1ヶ月の制作期間を費やす熱の入れようであった。その折に、欧州音楽界の重鎮であるハインツ・キースリングに出会い、オーケストレーション、ブラスアレンジほか多大な影響を受けた。

渡辺プロダクション所属歌手等のために、多数の楽曲・ステージの編曲を担当。和装のヴァイオリニスト、高珠恵が事実上プロデュース、エヴァー・グリーンの曲を石丸寛の指揮により100人の弦奏者で演奏する「ストリング・スペクタクラー」（1969年）には、編曲者として指名を受けアレンジするなど、ジャンルを問わず活躍した。

#### 作品
- グループ・サウンズ、村井邦彦作品
ザ・タイガース、ザ・ワイルド・ワンズ、アダムスなどのグループ・サウンズ作品を多数編曲。また、トワ・エ・モワのデビュー・アルバム『或る日突然』（1969年）などの作品への編曲により、村井邦彦の絶大な敬意と信頼を得る。
1969年、当時まだザ・タイガースのメンバーだった沢田研二のファーストアルバム『JULIE』の制作に参加。全曲安井かずみ作詞、村井邦彦作曲、東海林修編曲による書き下ろしのこのアルバムは、LPレコードといえばシングルレコード曲集などの形が主流の当時としては珍しいものであった。
- 『みんなのうた』「バケツの穴」
1968年、NHK『みんなのうた』でアメリカ民謡「バケツの穴」を編曲を担当。本格的なジャズスコアが当時の精鋭メンバー（飯吉馨、石川晶、江藤勲など）により演奏され、熊倉一雄と少女たちのユーモラスで個性的な歌唱を引き立てる。アニメーションは和田誠が担当した。

- 笑点のテーマ
日本テレビ『笑点』の笑点のテーマ曲の新アレンジを担当したのもこの頃である。「パフ」は、東海林修指揮のもと録音中の、効果音係のハプニングであったがそのまま採用され、「笑点のテーマ」のシンボルとなった。

主に渡辺プロダクション所属歌手のため作曲活動を開始。伊東ゆかり「愛するあした」、伊東ゆかりとグリーン・ジンジャー「Green Ginger Flying」、岡田恭子「どんなふうに」、坂本九「雨あがり」、トワ・エ・モワ「特別な望みなどないけれど」などの作品は『ソフトロック・ドライヴィン』シリーズ（1996年 - ）に多数収録され、時代を越えて高く評価され、昭和ブームの火付役のひとつとなった。のちに作曲家・村井邦彦により「クリーンで緻密」（DVD HIT SONG MAKERS〜栄光のJ-POP伝説 村井邦彦編）と語られた東海林修の音楽は、アイドルからベテランまで多くのアーティストを育み、日本のポップス草創期を先導した。なお、オーケストラ作品集『Love Story』（1970年）のライナーで村井邦彦は、「東海林修の音楽には和臭がない」との讃辞を寄せている。
- 青春歌謡
1969年には、伊東ゆかり主演の日活青春映画『愛するあした』のタイトル曲を作曲。恵とも子（「なぜか教えて」）、久美かおり（「くちづけが怖い」）など、女性アイドルのデビュー曲を作・編曲。久美かおり「くちづけが怖い」で1968年に『第10回日本レコード大賞』新人賞受賞。

### 1970年代
- エキスポ・メイツ・ショー
1970年、大阪万国博覧会水上ステージ「エキスポ・メイツ・ショー」（スクール・メイツ）の音楽を担当。欧米のヒット曲や童謡メドレーの編曲、書き下ろし「愛・花・太陽」を作曲。演奏は宮間利之とニュー・ハードが担当した。

#### 概要
1970年、睡眠時間15分の伝説的多忙の生活から心機一転を計り、渡辺晋の理解を得てカリフォルニア大学ロサンゼルス校に留学。当時プロデューサー業を始めていた村井邦彦の要請で、留学中にトワ・エ・モワ「時は変るとも」を作・編曲。のちに「地球は回るよ」に改題され発売（1971年）、ピチカート・ファイヴやイギリスのザ・ブロッサムズがカバーした。
また、松竹芸能社長の勝忠男と上月晃がリサイタルの音楽監督を依頼のため渡米。カウント・ベイシーやスタン・ゲッツ、レイ・コニフのバンドに在籍した経験を持つ実力派ミュージシャンを引き連れ一時帰国し、東京・大阪でのリサイタルを成功させる。こうした実績もあり、日本から仕事依頼が後を断たず、沢田研二のソロ・アルバム『JULIE II』のロンドンでの録音に立ち寄った後、1972年に帰国。

#### 作品
- ステージ101
帰国直後、1972年4月にNHK総合テレビの音楽番組『ステージ101』の音楽監督に就任[注釈 1]し、1973年9月まで務めた。在任中は週5日を同番組のため費やすなど再び多忙な生活をおくる。ザ・タイガース時代はNHK出演が叶わなかった沢田研二を、監督就任後第1回目に当たる1972年4月9日の放送回から1ヵ月間出演させる。沢田は同年『第23回NHK紅白歌合戦』で紅白初出場を果たした（「許されない愛」山上路夫作詞/加瀬邦彦作曲/東海林修編曲）。
『ステージ101』のオリジナルソング（「ヤング101のうた」）である「怪獣のバラード」（岡田冨美子作詞/東海林修作・編曲）[3]は、就任直後に手がけた初めてのオリジナルソングの一つで、その後に合唱曲として親しまれ、現在も主に中学1年生のコンクール定番曲等として演奏されている。
番組で施された、当時最新の洋楽ポップスへの編曲は「10年早いアレンジ」と高く評価された。演奏を担当した「リズム101」のメンバーは諸説あるが、ステージ101のレギュラー出演グループであるヤング101のメンバーだった田中星児のアルバム『青春』のライナーノーツには松木恒秀（E. ギター）、村岡健（T. サックス）、武部秀明（E. ベース）、羽鳥幸次（トランペット）、田中清司（ドラムス）、新井英治（トロンボーン）、栗林稔（キーボード）と記されていた。また、東海林がプロデュースしたヤング101のアルバム『ぼくら青春の日々』（1973年、CBSソニー）では松木、矢島賢（ギター）、武部、田中、栗林がA面収録曲、東海林（キーボード）と林立夫（ドラムス）、鈴木茂（ギター）、細野晴臣（ベース）のキャラメル・ママがB面収録曲[注釈 2]のバックを担当している。

- エレクトーンコンクール全日本大会審査員
財団法人ヤマハ音楽振興会主催で1972年10月22日に行われた、第9回エレクトーンコンクール全日本大会で審査員を務める。この大会にはエレクトーンプレイヤーとして有名な、松田昌・柏木玲子・三原善隆等が出場、松田・柏木が入賞する。続いて10月30日に行われた、インターナショナルエレクトーングランプリコンクールでも引き続き審査員を務める。松田昌が入賞。

- 沢田研二への作品提供
1973年、沢田研二の「危険なふたり」（安井かずみ作詞/加瀬邦彦作曲/東海林修編曲）が大ヒット、ソロ初のオリコンチャート第1位を記録し、同年の日本歌謡大賞を受賞した。翌1974年「追憶」（安井かずみ作詞/加瀬邦彦作曲/東海林修編曲）も第1位を記録し、日本レコード大賞歌唱賞を受賞した。

- 野口五郎への作品提供
1974年 - 1980年、野口五郎のリサイタル・コンサート・ディナーショーでは、全国ツアーや広島平和音楽祭等も含め音楽監督、指揮者のみならずピアニストしても、多数のステージで功績を残した。
1974年11月、野口五郎の中野サンプラザでのコンサートに向けて「愛の肖像」（山上路夫作詞/東海林修作・編曲）を書き下ろす。ストーリー性のある全編20分を越す大作、アイドル野口五郎の泣きながらの熱唱はテレビでも放映され、高い評価を得た。
1976年にリリースされた『北回帰線』（ロサンゼルスのララビー・サウンド・スタジオで録音）は、プロデュース、全曲作・編曲を手がけたコンセプトアルバムである。プロデューサーとしてジム・ゴードン（ドラムス）、ラリー・カールトン（ギター）ら総勢36名なるトップクラスのスタジオミュージシャンの起用に成功した。『北回帰線』は1976年のアルバム週間ランキングで2位まで上昇（オリコンデータ）。収録作品の「少女よ」（麻生香太郎作詞/東海林修作・編曲）は倍賞千恵子がカバーし（1990年）、アニメ『5等になりたい。』（1995年）のテーマソングにもなった。
野口五郎のアルバムやステージに向けて書き下ろした作曲・編曲作品は、のべ300曲にものぼるとみられている。シングル作品は『美しい愛のかけら/旧い喫茶店』（編曲/1975年）、『コーラス・ライン』（作・編曲/1980年）、『Charge & Get In』（編曲/同）の4作品のみであるが、1975年には『ひとりぼっちの栄光（NHKホール実況録音盤）』が、1976年には『北回帰線』がアルバム週間ランキングで2位まで上昇する（オリコンデータ）など絶頂期の追い風となった。

- この時期のその他の主要作品
  - 編曲作品
    - ガロ「地球はメリーゴーランド」（1972年）
    - アグネス・チャン「ポケットいっぱいの秘密」（1974年）※キャラメル・ママとの共作
    - フォーリーブス「急げ!若者」（1974年）
    - 西郷輝彦「天使なんかいない」（1974年）
    - 布施明「愛の詩を今あなたに」（1974年）
    - 和田アキ子「見えない世界」（1974年）
    - ヒデとロザンナ「追想」（1977年）

  - 作曲作品
    - 菅原洋一「愛の嵐」（1974年）
    - 朱里エイコ「AH SO」（1975年）
    - ヒデとロザンナ「さらば愛の季節」（1977年）
    - かまやつひろし「ありの大統領」（1977年）※『まんが偉人物語』主題歌
    - 『虹を架けよう』（『日本アカデミー賞』テーマソング、編曲兼務　作詞は岩谷時子）

- コンサート等のステージで関わった主なアーティスト
  - 伊東ゆかり
  - 上月晃
  - 沢田研二
  - 菅原洋一（1977年/第32回芸術祭大衆芸能部門優秀賞受賞）
  - 野口五郎（1978年/第33回芸術祭大衆芸能部門優秀賞受賞）

### 吹奏楽作品
- ディスコ・キッド
1976年、全日本吹奏楽コンクールの1977年度課題曲C「ディスコ・キッド」を作曲。この曲は、それまでの「コンクール課題曲」のイメージを打ち破る曲想でたちまち演奏者の心を捉え、今や吹奏楽の超人気曲として、世代を超えたファンに熱く支持されている。
近年では、シエナ・ウインド・オーケストラ、大江戸ウィンドオーケストラなど、この曲に課題曲として出会い、現在はプロとして活躍している演奏家などを中心にCDも多数発売され、人気に拍車がかかった。「ブラスの祭典3 佐渡裕&シエナ・ウインド・オーケストラ」(AVCL-25036)2004年12月14日ライヴ録音、15日&16日録音。2005年5月25日発売に所収。
2006年12月10日でスコアが完成以来30年となった。ピアノソロ、金管五重奏、ビッグバンド、クラリネット五重奏、弦楽四重奏など、自身によるさまざまなアレンジが発表されている（2012年4月現在、29種類）。
2007年6月2日、「ディスコキッド」完成から30周年を祝したイベント、「ディスコキッドフェスティバル」が開催され、東海林修出席のもと、多くの愛好家により、さまざまなアレンジの「ディスコキッド」が演奏された。さらに2009年5月5日、名古屋にて「ディスコ・キッドフェスティバル2009」も開催された。
「ディスコ・キッド」の演奏を部員が希望したことがきっかけで、私立安城学園高等学校吹奏楽部の第40回定期演奏会に東海林修がゲスト出演。「ディスコ・キッド」と、東海林修作・編曲の吹奏楽新曲6曲が初演された。そのライブCDも同年4月に発売された（COCQ-84437）。
2009年5月24日放送の『題名のない音楽会』（テレビ朝日系列）で番組視聴者アンケートで「ディスコ・キッド」が吹奏楽人気曲1位となった。
2009年8月21日「Disco Kid X （ディスコ・キッド テン）」吹奏楽2010年度版発表。2009年11月ディスコ・キッドファンの熱い要望により「ディスコ・キッド1977」吹奏楽原典版の復刻。2012年4月2日「ディスコ・キッドX⁺（ディスコ・キッド テンプラス）」吹奏楽 2012年度版発表。いづれも楽譜を同時発売。
2011年3月、全日本吹奏楽連盟の依頼で少人数バンドのための「ディスコ・キッド2011」を編曲。「楽しい吹奏楽I」が全日本吹奏楽連盟より発売。
2014年6月22日、テレビ朝日「題名のない音楽会50周年記念⑤ 史上初！吹奏楽オールスター夢の祭典」で記念番組の為に「ディスコ・キッド2014」が書き下ろされ番組内で東海林修指揮、東京佼成ウインドオーケストラ、大阪市音楽団、シエナウインドオーケストラのオールスターによる演奏で披露された。
- 怪獣のバラード2013
2013年3月10日、日本を代表する8人の作曲家の新作を、浜松から世界に発信する意欲的イベント「バンド維新2013（主催：浜松市文化振興財団）」において「怪獣のバラード2013（作詞：岡田冨美子、作・編曲：東海林修）」が世界初演（指揮：内野晴夫、演奏：静岡県立浜北西高等学校、合唱：ジュニアクワイア浜松、於：アクトシティ浜松）。初演に先駆け「怪獣バラード2013（演奏：航空自衛隊航空中央音楽隊、合唱：風LaLa合唱団）」収録CD「バンド維新2013ウインドアンサンブルの現在」がキングレコードより発売。東京ハッスルコピー よりスコアも同時発売された。

## シンセサイザー作品
- 日本初シンセサイザー作品から1970年代
東海林修のシンセサイザー初仕事は、1970年川村純子「思い出は朝陽のように」の編曲。（作曲/ガーション・キングスレー）村井邦彦プロデュースで、キングスレー作曲『ポップコーン』のB面に収録された。モーグ・シンセサイザーを使用。これは日本初の国産シンセサイザー作品レコードである。
1973年、沢田研二の中野サンプラザ・リサイタル野口五郎のステージやアルバムにモーグを随所に使用。
1975年、沢田研二アルバム『いくつかの場面』で本格的にモーグ・シンセサイザーを演奏。

- 目黒スタジオ
1976年、シンセサイザー・スタジオを東京・目黒に設立。TBSドラマ『いごこち満点』（1976年）、NETテレビ『みごろ!たべごろ!笑いごろ!』の「デンセンマンの電線音頭」（1977年）、アニメ『まんが偉人物語』（1977年）など、テレビ番組テーマソングの編曲や背景音楽にもいち早くシンセサイザーを導入した。

- シンセサイザーアルバム
1978年、『STAR WARS』で初の本格的シンセサイザー・アルバム制作。B面の「SPACE ODYSSEY」（スペース・オデッセイ）が、初のオリジナルシンセサイザー作品。1978年、東海林書き下ろしのオリジナル・ストーリーに基づく『Welcome to the Space World』、1978年『闍多迦』、1979年『夜間飛行』、1980年『SHAMBALA』などでシンセサイザーファンの支持を得る。
1993年6月,7月「Osamu Shojiの世界」：『卒業写真』、『涙のキッス』、『晴れたらいいね』、『君がいるだけで』、『どんなときも』、『そよ風の贈りもの』、『I LOVE YOU』、『YAH ! YAH ! YAH !』、『彼女とTIP ON DUO』、『家に帰ろう』編曲作品10タイトル発表。
1993年10月「Sound Poem 恐竜の世界」：『ティラノサウルス』、『ストルティオミムス』、『アパトサウルス』、『イグアノドン 』、『トリケラトプス』作・編曲・演奏作品5タイトル発表。

- デジタル・トリップ・シリーズ
デジタル・トリップはシリーズ化され、以下20のアルバムの編曲・演奏を東海林修が担当した。
  - 1981年：『さよなら銀河鉄道999』
  - 1982年：『機動戦士ガンダム』
  - 1983年：『六神合体ゴッドマーズ』（PCM録音,Fairlight-IIを導入）、『超時空要塞マクロス』、『戦闘メカ ザブングル』、『ウルトラQ』、『海のトリトン』、『キャッツ・アイ』、『超時空世紀オーガス』
  - 1984年：『ルパン三世』、『銀河漂流バイファム』、『レンズマン』、『超時空騎団サザンクロス』、『ニュー・キャッツ・アイ』
  - 1985年：『前略・ミルクハウス』（Kurtzweil-250を導入） 、『風と木の詩』、『銀河漂流バイファム Vol.2』、『タッチ』（Emulator-II,Overheim-Xpanderを導入）、『ファミリー!』
  - 1986年：『アリオン』
- シンセサイザーできく・なきごえどうよう・シリーズ
シンセサイザーできく・なきごえどうようはシリーズ化され、以下のアルバムの編曲・演奏を東海林修が担当した。
  - 1997年11月21日：『犬のおまわりさん COCC-14632』

- シンセサイザー オリジナルアルバム（一部を除き作・編曲・演奏：東海林修）
  - 2000年：『UTOPIA 朝・昼・夜』
  - 2002年：『ROBOT GAVOT』
  - 2003年：『MOON RAY 』、『METALLIC SCAPE』、『少女よ』、『Music by Candlelight』
  - 2004年：『薔薇』、『ORIENT 東洋』、『Cream Puff』、『DISCO KID 2004』
  - 2005年：『MY PRAYER マイ・プレイヤー』、『Pathetique』、『The Little Prince』、『りんごの花の下で 』、『Early Autumn』、『Lantana 』
  - 2007年：『L'Esprit』、『宇宙船地球号』、『鼓動』、『漂流 』、『Thanksgiving』
  - 2007年：『ディスコ・キッド2007』
  - 2009年：『星の王子さまイメージアルバム Le Petit Prince (Special Edition)』
  - 2011年：『北回帰線』、『COYOTE 家族愛物語』、『Tulip』
  - 2014年：『Classic Music Favorites』

## その他の主要作品
- 『さよなら銀河鉄道999〜アンドロメダ終着駅』
1981年、劇場用アニメ『さよなら銀河鉄道999〜アンドロメダ終着駅』の音楽を担当。シンフォニックサウンドを主体としながらもシンセサイザーを駆使したBGMは雄渾にして荘重なBGMと絶賛された。指揮：熊谷弘、演奏：コロムビア・シンフォニック・オーケストラは76名からなる大編成であった。オーケストラはピアニストの羽田健太郎、ヴァイオリニストの篠崎正嗣、世界的なマリンバ奏者である安倍圭子など錚々たるメンバーで構成された。
同年『交響詩さよなら銀河鉄道999』発売。劇場用予告編のシンセサイザーのBGMから注目を集め、劇中曲唯一のシンセサイザー作品「光と影のオブジェ」により、ファン層が拡大する。1981年、『さよなら銀河鉄道999』の管弦楽曲を自らシンセサイザーでカバー。デジタル・トリップ第1号となった。
2007年9月5日、東海林修バースデーコンサートにて、『交響詩さよなら銀河鉄道999〜アンドロメダ終着駅』の完全版をフル・オーケストラで初演（指揮：東海林修、演奏：エポケストラ・ニッポン、於：東京・練馬文化センターこぶしホール）。*:2009年1月25日、第8回NECチャリティコンサートにて、『交響組曲 さよなら銀河鉄道999〜アンドロメダ終着駅』（吹奏楽）初演（指揮：稲垣征夫、演奏：NEC玉川吹奏楽団、ピアノ：織茂学、於：神奈川・横浜みなとみらいホール大ホール）。
2013年1月、「東海林修先生を迎えて〜さよなら銀河鉄道999－アンドロメダ終着駅－エレクトーンコンサート」が北区の滝野川会館で行われた。映画公開当時からこの音楽に感銘を受けていた音楽家おぎたひろゆき・田邉英利子・小菅道子・青木薫が4台の電子オルガン（エレクトーン）やピアノで演奏。
- 1982年に劇場用アニメ『コブラ』、 1982年にテレビアニメ『The・かぼちゃワイン』、1986年に『キマイラ吼』、1987年に『妖獣都市』（第5回日本アニメ大賞オリジナルビデオソフト最優秀作品賞）、1993年にOVA『ブラック・ジャック』がある。欧米諸国でも人気が高い。
- 合唱曲『怪獣のバラード』
1972年6月、NHKの音楽番組「ステージ101」でコーラスグループ「ヤング101」の今月の歌（オリジナルソング）、作詞：岡田冨美子作詞、作・編曲：東海林修で発表された。現在も小中学生から大人まで幅広く歌われる合唱曲の定番となっている。東海林自身の編曲によるビッグバンド、吹奏楽、混声四部合唱、同声三部合唱、二部合唱、アカペラなど多彩な楽譜が発売されている。ヤング101のCD「GOLDEN☆BEST/ステージ101 ヤング青春の日々」のほか「日本の合唱まるかじり」、「みんなで歌おう合唱ベスト」、「♪合唱魂」、「あの日教室で歌った 思い出の合唱曲 」などのCDにも収録されている。

## 1980年代以後
1986年にIZU STUDIOに拠点を移してシンセサイザー作品・楽譜制作中心に活動した。また2005年2月には、BSフジ『HIT SONG MAKERS 〜栄光のJ-POP伝説〜』（村井邦彦編）に出演した（DVD化されている）。
- 2006年6月2日：「ディスコ・キッドフェスティバル」に指揮ピアノ演奏にて参加。
- 2007年9月5日：東海林修バースデーコンサートにて『交響詩さよなら銀河鉄道999〜アンドロメダ終着駅』完全版全曲初演を指揮。
- 2008年
  - 2月9日・11日：「安城学園高等学校吹奏楽部第40回定期演奏会」にゲスト出演（ピアノ）。新曲6作品初演
  - 3月6日：吹奏楽最新作『東海林修作品シリーズ1 - 6』楽譜発売。
  - 3月：15種類目となる『ディスコ・キッド』混合アンサンブル譜発売。
  - 4月23日：CD『創立95周年記念安城学園高等学校吹奏楽部第40回定期演奏会 〜新しい風を目指して〜』発売（COCQ-84437）。
  - 6月1日：『クリスマス・ソング・メドレー』の吹奏楽譜・管楽器アンサンブル譜・ピアノ譜を同時発売。
- 2009年5月5日：「ディスコ・キッドフェスティバル2009」を名古屋市青少年文化センターにて開催。
- 2010年
  - 11月3日：弦楽四重奏のための童謡「赤とんぼ」「早春賦」など楽譜8タイトル発表。
  - 12月：ポップス弦楽四重奏シリーズ「The sound of silence」「Yesterday once more」など楽譜6タイトル発表。
- 2012年5月〜11月：東海林修名曲シリーズ「地球は回るよ/りんごの花の下で」（トワ・エ・モワ）「宿命の祈り/愛するあした」（伊東ゆかり）「歓びの日に/愛の嵐」（菅原洋一）などピアノ/ボーカル譜2曲組10タイトル発表。
- 2013年
  - 1月13日：粒谷区ウインドオーケストラ「 東日本大震災被災地応援コンサート」にゲスト出演オリジナル3曲を指揮。
  - 1月20日：「東海林修先生を迎えて〜さよなら銀河鉄道999-アンドロメダ終着駅-エレクトーンコンサート」にゲスト出演しトーク及びピアノ演奏を披露。
  - 3月10日：浜松から世界に発信する「バンド維新2013（主催：浜松市文化振興財団）」に出演。「怪獣のバラード2013」を発表。
  - 4月28日：「東海林修アコースティックライヴwith 猪俣猛＆加藤真一」を神楽坂「THEGLEE」で開催。
- 2014年6月22日：テレビ朝日「題名のない音楽会50周年記念⑤ 史上初！吹奏楽オールスター夢の祭典」に出演。「ディスコ・キッド2014」を指揮。
- 2015年7月14日：アメリカのTiger Lab Vinyl 社から「Wicked City」（妖獣都市・1987年）がレコードで北米、ヨーロッパで発売。
- 2018年4月30日午前10時35分：悪性リンパ腫のため静岡県熱海市の病院で死去[1][4]。85歳没。